# Josef Martínez
Josef Alexander Martínez Mencia (* 19. Mai 1993 in Valencia) ist ein venezolanischer Fußballspieler. Der Stürmer ist bei CF Montreal unter Vertrag.

## Karriere

### Verein
Der aus der Jugend des FC Caracas stammende Josef Martínez gab sein Profidebüt für den Hauptstadtklub am 21. August 2010 in der Primera División. Nach 36 Einsätzen in der höchsten Spielklasse Venezuelas wechselte er Anfang 2012 in die Schweiz zu den BSC Young Boys. Dort gab er im Februar sein Debüt. In der Saison 2013/14 wurde er an den FC Thun ausgeliehen. Dort erzielte er bis Ende Dezember in 18 Spielen acht Tore und kehrte im Januar 2014 nach Bern zurück.
Am 7. Juni 2014 wurde Martínez vom italienischen Erstligisten FC Turin gekauft. In seiner ersten Saison in Italien stand er 20-mal in der Startelf und bestritt insgesamt 26 Spiele mit drei erzielten Toren. In den kommenden Jahren stand er aber nicht mehr so oft im Stammkader der Mannschaft.
Zur Major League Soccer Saison 2017 wurde Martínez an Atlanta United ausgeliehen. In seinem zweiten Spiel für das Franchise am 12. März 2017 erzielte er drei Tore und wurde anschließend mit dem MLS Player of Week ausgezeichnet. Im März 2017 wurde Martínez fest verpflichtet. In der regulären Saison erzielte Martínez in 20 Spielen 19 Tore. In der ersten Runde der Playoffs, in der er mit seinem Team ausschied, konnte er keinen Treffer erzielen. In der Saison 2018 wurde Martínez in der regulären Saison mit 31 Toren in 34 Spielen Torschützenkönig. In den Playoffs erzielte er in fünf Einsätzen vier weitere Tore und gewann mit seinem Team die Meisterschaft.

### Nationalmannschaft
Sein Debüt in der venezolanischen Fußballnationalmannschaft gab er am 7. August 2011 gegen El Salvador.

## Erfolge und Auszeichnungen
- mit Atlanta United
  - MLS-Cup-Sieger: 2018
  - Torschützenkönig der Regular Season (31 Tore): 2018
  - MVP der Major League Soccer: 2018
  - MVP des MLS Cups: 2018
  - U.S.-Open-Cup-Sieger: 2019
- mit Inter Miami
  - Leagues-Cup-Sieger 2023